# Geospiza magnirostris
Il fringuello terricolo grosso (Geospiza magnirostris, Gould 1837) è un uccello della famiglia Thraupidae, endemico delle isole Galápagos in Ecuador. Fu scoperto da Darwin durante il suo viaggio intorno al globo a bordo del brigantino Beagle.

## Descrizione

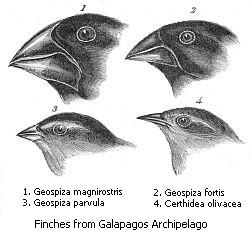
Comparazione del becco di G. magnirostris con quello di altre specie della famiglia Thraupidae.